# Latin Mafia
Latin Mafia (estilizado en mayúsculas) es una banda mexicana de indie pop. El grupo está formado por los hermanos gemelos Milton y Emilio de la Rosa como vocalistas, y Mike de la Rosa —hermano mayor— como productor. Su primer sencillo, «Ciudad de las luces», fue autoeditado en 2021. Si bien sus sencillos hasta finales de 2023 fueron producidos de forma independiente, en julio de 2024 el grupo firmó un contrato discográfico con Rimas Entertainment. Su álbum debut, «Todos los días todo el día», se lanzó el 25 de octubre de 2024.

## Carrera

### 2021-2022
Durante la pandemia de COVID-19, los hermanos aparecieron por primera vez en la escena musical a través de la aplicación de redes sociales TikTok.  Publicaron videos de Emilio y Mike sentados en su habitación, como de niños, simulando estar frente a una gran audiencia. Cuando su cuenta recibió visitas positivas, incluyeron a su otro hermano, Milton, para ayudarlos a lanzar su primer sencillo oficial «Ciudad de luces». Aunque más tarde, publicaron la canción en su cuenta de Facebook, tras su aumento de "me gusta", los hermanos alcanzaron rápidamente más de 50 000 visitas. Después del lanzamiento, actualizaron su biografía en TikTok para incluir "Tres hermanos, dos cantantes/un productor".
Sus siguientes dos sencillos, «Más humano» y «Julieta», fueron lanzados durante el mismo año, ambos alcanzando respuestas positivas y convirtiéndose en éxitos instantáneos. Para fines de mayo de 2022, habían vendido más de 11 000 entradas para conciertos en minutos, agotando las entradas del Velódromo Olímpico Agustín Melgar.

### 2023-presente
En abril de 2024 Latin Mafia hizo su debut, actuando en Coachella elevando su perfil como uno de los "mejores actos de México sin sello ni álbum". Además, tenían programadas actuaciones en festivales de música como Lollapalooza Argentina, Lollapalooza Chile, Estéreo Picnic de Colombia, y Tecate Pa'l Norte. Según Music Metrics Vault, hasta el 10 de abril de 2025, el grupo había alcanzado casi 1.4 mil millones de reproducciones.

## Estilo musical
La música de Latin Mafia ha sido descrita como un híbrido de reguetón, R&B, trap y house.

## Discografía
- Todos los días todo el día (2024)

## Premios y nominaciones
| Año  | Premio                 | Categoría                      | Nominación               | Resultado | Ref.   |
| ---- | ---------------------- | ------------------------------ | ------------------------ | --------- | ------ |
| 2024 | Premios Grammy Latinos | Mejor Artista Nuevo            | Latin Mafia              | Nominado  | [ 21 ] |
| 2024 | Premios Lo Nuestro     | Mejor canción de fusión latina | «Siento que merezco más» | Ganador   | [ 22 ] |

### Listados
| Editorial     | Listículo                              | Año(s) | Resultado                             | Ref.   |
| ------------- | -------------------------------------- | ------ | ------------------------------------- | ------ |
| Billboard     | Los mejores álbumes latinos de 2024    | 2024   | (Todos los días todo el día) (n.° 11) | [ 23 ] |
| Rolling Stone | Los 50 mejores álbumes latinos de 2024 | 2024   | (Todos los días todo el día) (n.° 3)  | [ 24 ] |